# Orlando de Azevedo Viana
Orlando de Azevedo Viana, beter bekend onder zijn spelersnaam  Orlando Pingo de Ouro (Recife, 4 december 1923 - Rio de Janeiro, 5 augustus 2004) was een Braziliaans voetballer.  

## Biografie
Orlando begon zijn carrière bij Náutico uit zijn geboortestad. In 1945 maakte hij de overstap naar het grote Fluminense. Met deze club werd hij twee keer kampioen en won hij de Copa Rio, een internationale beker. In 1948 werd hij topschutter van het Torneio Municipal en het Campeonato Carioca en in 1952 ook van de Copa Rio. Na zijn periode voor Fluminense speelde hij nog voor verschillende clubs.
In 1949 speelde hij drie wedstrijden voor de nationale ploeg op het Zuid-Amerikaans kampioenschap.